# Gilău
Gilău (ungerska: Gyalu) är en rumänsk kommun i länet (județ) Cluj i landskapet Transsylvanien. Befolkningen uppgår till 8 300 invånare.
I Gilău kommun ingår byarna Gilău, Someșu Cald (ungerska: Melegszamos) och Someșu Rece (ungerska: Hidegszamos).